# 耶内
耶内，是匈牙利费耶尔州所辖的一个村。总面积5.56平方公里，总人口1354，人口密度243.5人/平方公里（2011年1月1日）。